# Медаль «За поход в Китай»
Медаль «За поход в Китай» — государственная награда Российской империи. Учреждение этой награды связано с участием России в подавлении Ихэтуаньского восстания в Китае.

## Основные сведения
Медаль «За поход в Китай» — медаль Российской империи для награждения военных, участвовавших в подавлении Ихэтуаньского восстания в Китае (известно также как восстание боксёров), а также для награждения медперсонала, чиновников и священников, состоящих на службе, чинов охранной службы КВЖД и ЮМЖД, добровольцев. Учреждена 6 мая 1901 года по указу императора Николая II. Указ был дан военному министру А. Н. Куропаткину. Медаль имела два основных варианта, изготовленных из разного металла: из серебра или бронзы.

## Порядок вручения
Медали из разных металлов вручались разным категориям награждаемых. Серебряный вариант предназначался для награждения всех лиц, прямо участвовавших в боевых действиях. Награждались участники обороны Харбина и Благовещенска, участники взятия Таку, Тянь-Цзиня, Пекина и участники других эпизодов подавления восстания. Помимо кадровых военных, награждались добровольцы, охранники железных дорог, а также священники, врачи и чиновники, находившиеся на службе в воинских частях.
Вариант медали из светлой бронзы полагался всем военным, не принимавшим прямого участия в боях, но состоящим на службе в действовавших армиях на территории Китая, а также в местностях, в которых было объявлено военное положение. Аналогично с серебряным вариантом медали, помимо военных, награждались чиновники, добровольцы, священники, врачи, если эти лица находились по обязанностям службы при войсках, врачебных заведениях и тп.

## Описание медали

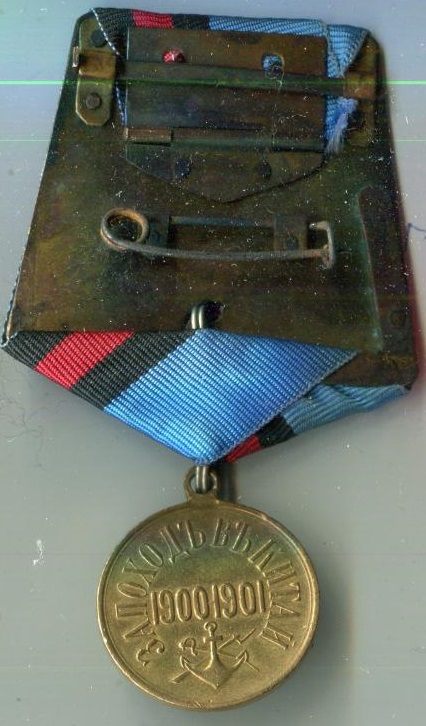
Медаль «В память русско-японской войны» реверс

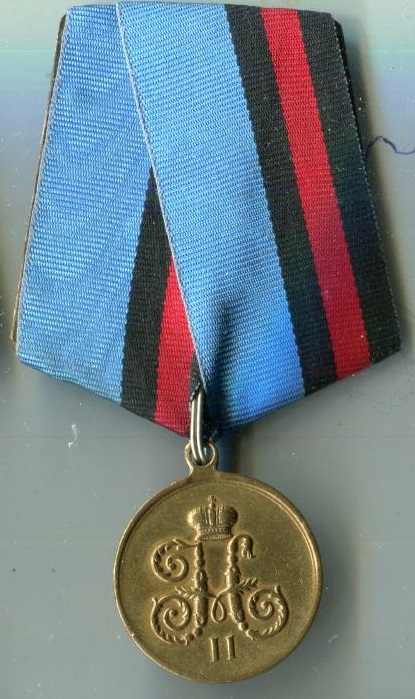
Медаль «В память русско-японской войны» Аверс

Медаль сделана из одного из двух металлов: серебра или бронзы. Диаметр 28 мм. На лицевой стороне медали изображен рельефный вензель императора Николая II, представляющий вензель Николая II в виде буквы «Н», под которой находится римская цифра «ΙΙ». Над вензелем изображена Большая императорская корона. На оборотной стороне вдоль края круговая надпись: «ЗА ПОХОДЪ ВЪ КИТАЙ». В центре горизонтально расположена надпись «1900-1901». В нижней части оборотной стороны изображена винтовка со штыком, скрещенная с шашкой и вертикально расположенный якорь. Основной тираж был изготовлен на Санкт-Петербургском монетном дворе. Допускался выпуск медалей частными мастерскими. Эти медали могут отличаться деталями изображения, в качестве материала могла использоваться светлая и тёмная бронза, серебро, светлый металл. Впоследствии дизайн медали был использован для неутверждённой медали «За поход в Японию» (1906).

## Порядок ношения
Медаль имела ушко для крепления к колодке или ленте. Носить медаль следовало на груди. Лента медали — соединенная Андреевско-Владимирская. По указу Николая II, изданному 13 августа 1911 года, солдаты и офицеры, получившие в ходе боевых действий ранения или контузии, получили возможность носить эти медали на лентах с бантом.

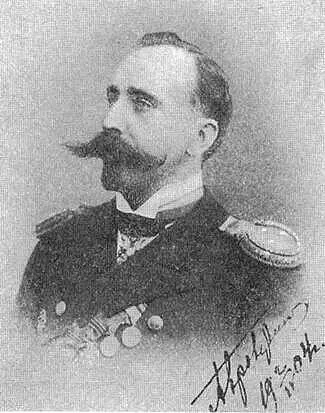
Медаль (крайняя справа) у лейтенанта флота Бровцына А. А. Он получил за кампанию 1899-1900 два ордена и был награждён серебряной медалью